# Exotoxina
Una exotoxina es una proteína secretada extracelularmente por un microorganismo como bacterias, protozoos y algunos hongos y algas.  Las exotoxinas  son muy potentes y pueden causar gran daño al hospedador al destruir sus células o perturbar el  normal metabolismo celular; pueden ser secretadas, o, al igual que algunas endotoxinas, pueden ser liberadas durante la lisis celular.
La mayoría de las exotoxinas pueden ser destruidas por el calor. Pueden ejercer efectos en forma local o producir efectos sistémicos. Entre las más conocidas se encuentran la toxina botulínica producida por  Clostridium botulinum, la exotoxina de Corynebacterium diphtheriae que se produce en la enfermedad de la difteria.
Las exotoxinas son sensibles a los anticuerpos producidos por el sistema inmune, pero muchas son tan tóxicas que pueden ser fatales para el hospedador antes de que el sistema inmune tenga la oportunidad de producir defensas contra ellas.

## Tipos
Muchas exotoxinas han sido categorizadas por su modo de acción en las células blanco.
Esta clasificación, aunque exhaustiva, no es el único sistema usado. Otros sistemas de clasificación o identificación de toxinas incluyen:
- Por organismo generador de la toxina.
- Por organismo sensible a la toxina.
- Por tipo de tejido diana sensible a la toxina, las (neurotoxinas afectan el sistema nervioso, las cardiotoxinas afectan el corazón, etc.)
- Por la estructura (por ejemplo, toxina AB5).
- Por la capacidad de la toxina para resistir ambientes hostiles, tales como calor, sequedad, radiación, o salinidad. En este contexto, "lábil" implica susceptibilidad, y "estable" implica carencia de susceptibilidad.
- Por una letra, tales como "A", "B", o "C", para comunicar el orden en que fueron identificadas.

La misma exotoxina puede tener diferentes nombres, dependiendo del campo de investigación.

### Tipo I: activa superficie celular
Las toxinas tipo I se unen a un receptor en la superficie de la célula y estimulan las rutas de señales intracelulares. Se describen dos ejemplos abajo.

#### Superantígenos
Los superantígenos son producidos por varias bacterias.  Los superantígenos mejor caracterizados son aquellos producidos por las cepas de  Staphylococcus aureus y Streptococcus pyogenes que causan síndrome de shock tóxico. Los superantígenos tienden un puente sobre la proteína MHC clase II en la célula presentadora de antígeno con el receptor en la superficie de las células T con una cadena particular de Vβ.
Consecuentemente, hasta el 20% del total de células T son activadas, conduciendo a una secreción masiva de citocinas proinflamatorias, las que producen los síntomas de choque tóxico.

#### Enterotoxinas termoestables
Algunas cepas de E. coli producen enterotoxinas termoestables (ST), éstas son pequeños péptidos que son capaces de soportar tratamientos a temperaturas de 100.oC. Diferentes STs reconocen distintos receptores en la superficie celular y de modo que afectan diversos caminos intracelulares de señalización. Por ejemplo, las enterotoxinas STa se unen y activan la guanilato ciclasa unida a membrana, la que conduce a una acumulación intracelular de GMP cíclico y produce efectos de disminución sobre varias rutas de señalización. Estos eventos conducen a una pérdida de electrolitos y agua de las células intestinales.

### Tipo II: que dañan membranas
Las toxinas que dañan membranas exhiben actividad hemolisina o citolisina in vitro. Sin embargo, la inducción de la lisis celular puede no se la función primaria de las toxinas durante la infección. A bajas concentraciones de toxina, efectos más sutiles tales como modulación de trasducción de señales de células hospedadoras se puede observar en ausencia de lisis celular. Las toxinas que dañan membranas pueden ser divididas en dos categorías, toxinas formadoras de canales y toxinas que funcionan como enzimas que actúan sobre la membrana.

#### Toxinas que forman canales
La mayoría de las toxinas que forman canales, las que forman poros en la membrana de la célula blanco, pueden ser clasificadas en dos familias, las toxinas dependientes de colesterol y las toxinas RTX.
- Citolisinas dependientes de colesterol

La formación de poros por citolisinas dependientes de colesterol (CDC) tales como la α toxina de Staphylococcus aureus requiere la presencia de colesterol en la célula blanco. El tamaño de los poros formados por los miembros de esta familia es extremadamente amplio: 25-30 nm de diámetro. Una secuencia conservada de 11 aminoácidos se encuentra en el C-terminal de todos los miembros de la  familia. Por otra parte, todas las CDC son secretadas por el sistema de secreción tipo II.  La excepción es la pneumolisina, la cual es liberada desde el citoplasma de Streptococcus pneumoniae cuando se lisa la bacteria. La pneumolisina, la perfringolisina de Clostridium perfringens, y la listeriolisina O de Listeria monocytogenes causan modificaciones específicas de histonas en el núcleo de la célula hospedadora , que resultan en down-regulación de varios genes que codifican proteínas involucradas en la respuesta inflamatoria. La modifocación de histonas no involucra la actividad de formación de poros de las CDC.
- Toxinas RTX

### Tipo III: intracelulares
Las exotoxinas de Tipo III pueden ser clasificadas por su modo de entrada a la célula, o por su mecanismo una vez adentro.

#### Por el modo de entrada
Las toxinas intracelulares deben ser capaces de acceder al citoplasma de la célula blanco para producir sus efectos.

#### Por mecanismo
Una vez dentro de la célula, muchas de la exotoxinas actúan en los ribosomas eucarióticos (especialmente 60S), como inhibidores de síntesis de proteínas. (La estructura del ribosoma es una de las más importantes diferencias entre eucariotas y procariotas, y en un sentido, estas exotoxinas son los equivalentes bacterianos de los antibióticos tales como la clindamicina.)
- Algunas exotoxinas actúan directamente en los ribosomas para inhibir la síntesis de proteínas. Un ejemplo es la toxina Shiga.

### Daño de matriz extracelular
Estas "toxinas" permiten la mayor diseminación de las bacterias y en consecuencia infecciones más profundas en los tejidos.  Por ejemplo:  hialuronidasa y colagenasa. Esas moléculas, sin embargo, son enzimas que son secretadas por una variedad de organismos y no son usualmente consideradas toxinas. Se refiere a ellas, a menudo, como factores de la virulencia, puesto que permiten a los organismos moverse más profundamente en los tejidos del hospedador.